# 四角防線
四角防線為美利堅合眾國在太平洋地區設置的軍事防線。四角，指美軍分別在夏威夷歐胡島的檀香山、馬里亞納群島的關島、阿留申群島的荷蘭港，以及薩摩亞群島的派哥派哥港設有重要軍事基地，美軍的太平洋司令部則設置在檀香山。